# آنتونیو فرناندز
آنتونیو فرناندز (انگلیسی: Antonio Fernández; ۵ آوریل ۱۹۴۲ – ۲۲ ژانویهٔ ۲۰۲۲) بازیکن و مربی حرفه‌ای فوتبال اهل اسپانیا بود.
فرناندز در اتلتیکو مالاگوئنو و مالاگا در پست هافبک بازی می‌کرد.